# Wushu ai Giochi mondiali 2022 - Changquan femminile
La gara del changquan femminile di wushu ai Giochi mondiali 2022 si è svolta il 12 e il 13 luglio 2022 a Birmingham.

## Risultati
| Rank | Atleta                 | Nazione   | Punteggio |
| ---- | ---------------------- | --------- | --------- |
| 1    | Lai Xiaoxiao           | Cina      | 9.587     |
| 2    | Nandhira Mauriskha     | Indonesia | 9.483     |
| 3    | Michele Santos         | Brasile   | 9.387     |
| 4    | Lissy Liu              | Canada    | 9.237     |
| 5    | Juliette Vauchez       | Francia   | 9.163     |
| 6    | Melina Fiorela Arevalo | Argentina | 8.900     |